# 科福里杜亞
科福里杜亞是西非國家加納的城市，也是東部地區的首府，是該地區的商業中心，出產農作物如木薯、可樂果、玉米、芭蕉、棕櫚油、西紅柿、洋蔥、黑胡椒、蘑菇和香料，2000年人口87,315。

## 外部連結
- Official site
- Ghana-pedia website - Koforidua

6°05′00″N 0°15′00″W / 6.08333°N 0.25000°W